# Hippoporidra
Hippoporidra is een mosdiertjesgeslacht uit de familie van de Hippoporidridae, dat fossiel bekend is vanaf het Mioceen. Tegenwoordig zijn er van dit geslacht nog diverse soorten bekend. De wetenschappelijke naam van de soort is voor het eerst geldig gepubliceerd in 1927 door Ferdinand Canu en Ray Smith Bassler.

## Beschrijving
Deze dikke, meerlagige kolonie, groeit korstvormig over slakkenhuizen en schelpen van bijvoorbeeld heremietkreeften, die ze uitstekend camoufleren. De zooëcia, die verantwoordelijk zijn voor het voedsel, bezitten buitenwanden met geperforeerde randen, de openingen zijn bezet met een sinus in de rand. De heuveltjes worden bevolkt door de grote zooëcia, terwijl de defensieve individuen, de avicularia met hun puntige rostra verspreid liggen tussen de heuveltjes. De normale lengte van de kolonie bedraagt ± 2 cm.

## Soorten
- Hippoporidra calcarea (Smitt, 1873)
- Hippoporidra daedala Gontar, 1982
- Hippoporidra dictyota Ryland, 2001
- Hippoporidra edax (Busk, 1859)
- Hippoporidra granulosa Canu & Bassler, 1930
- Hippoporidra littoralis Cook, 1964
- Hippoporidra lusitania Taylor & Cook, 1981
- Hippoporidra orientalis Gontar, 1982
- Hippoporidra papillaeformis (Busk, 1856)
- Hippoporidra picardi Gautier, 1962
- Hippoporidra senegambiensis (Carter, 1882)
- Hippoporidra spiculifera (Canu & Bassler, 1930)
- Hippoporidra truculenta Dick & Ross, 1988